# Czeterboki
Czeterboki – część wsi Wólka Zapałowska w Polsce, położona w województwie podkarpackim, w powiecie jarosławskim, w gminie Wiązownica.
Dawniej Czeterboki stanowiły eksklawę gminy jednostkowej Stare Sioło, która należała do powiatu cieszanowskiego, a od  1923 powiatu lubaczowskiego w województwie lwowskim. 1 kwietnia 1930  eksklawę zliwidowano poprzez odłączenie Czeterboków od gminy Stare Sioło i włączenie ich do gminy jednostkowej Wólka Zapałowska. 15 czerwca 1934 wraz z Wólką Zapałowską włączone do powiatu jarosławskiego. 1 sierpnia 1934 w granicach nowo utworzonej zbiorowej gminy Laszki w powiecie jarosławskim.
1954–72 w granicach gromady Zapałów w województwie rzeszowskim. Od 1973 w gminie Wiązownica.
W latach 1975–1998 miejscowość administracyjnie należała do województwa przemyskiego.